# Ардиеи
Ардиеи или ардиэи (др.-греч. Ἀρδιαῖοι, Οὐαρδαῖοι; лат. Ardiaei, Vardiaei) — иллирийские племена, обосновавшиеся на Адриатическом побережье Балканского полуострова.
Античный географ Страбон назвал ардиеев одним из трёх сильнейших иллирийских народов, вместе с автариатами и дарданцами. Наиболее известны своей пиратской деятельностью в Адриатическом море, а также как одни из главных участников Иллирийских войн. Многие аспекты своей культуры ардиеи заимствовали у греков, которые, впрочем, считали их пьяницами, злоупотреблявшими вином.

## Происхождение
Первоначально племена ардиеев были расселены вдоль реки Наро до области Коньиц в современной Боснии и Герцеговине. После они переселились на территорию современной Черногории и, скорее всего, населяли долину залива Ризано, хотя Страбон помещает их на правом берегу Неретвы.
Согласно другой точке зрения, их родиной является именно долина реки Неретвы. В подтверждение этого говорит тот факт, что на территории Боснии и Герцеговины, в области Неретвы существует город Čapljina. Название города происходит от слова čaplja, что на хорватском и сербском языках переводится как «цапля». На латыни слово «цапля» звучит как Ardea и имеет явное сходство с латинским названием племени Ardiaei. Некоторые исследователи предполагают, что цапля имела тотемное значение для иллирийцев, населявших этот регион, и одно из племён назвало себя в честь животного-прародителя.
Также возможно, что Ardea могло быть иллирийским словом для обозначения цапли, которое впоследствии было видоизменено и интегрировано в латинский язык. В подтверждение этой теории выступает тот факт, что слово Ardiaei можно найти в древнегреческих источниках, предшествующих прибытию римлян в иллирийские земли.

## История
Иллирийское племя ардиеев издавна промышляло пиратством в Адриатике. Главным объектом их грабительских набегов были корабли римлян и их торговых партнёров.
Продолжительный конфликт ардиеи имели с автариатами из-за соляных варниц в пограничной области. Несмотря на то, что автариаты, по сообщению Страбона, были самым большим из иллирийских племён, борьба за соляной источник была очень продолжительной и окончилась взаимовыгодным соглашением, которое, однако, неоднократно нарушалось.
Наибольшего расцвета ардиеи достигли во время правления царя Агрона (250—230 годы до н. э.). Во время его царствования Иллирийская держава стала одной из самых могущественных на территории Балканского полуострова. Агрон, по сообщению Аппиана, в 230 году до н. э. захватил несколько островов и городов на территории Эпирского царства. Когда монархия в Эпире перестала существовать, Агрон пришёл на помощь Акарнании, на которую напали этолийцы, и в этой войне одержал самую знаменитую победу. Стремительно растущая сила иллирийского племени стала одной из причин начала Иллирийских войн. Также поводом к войне послужила пиратская деятельность племени, которое навлекло на себя гнев крупных держав, заинтересованных в торговле в Адриатике.
После смерти Агрона бразды правления на время малолетства его сына Пинна приняла его вторая жена Тевта. Она вступила в конфликт с греческими колонистами и отвоевала у них некоторые поселения. Пиратские вылазки, организованные Тевтой, наводили ужас на всю Адриатику. Однако вскоре после смерти Аргона его бывший союзник Деметрий, который являлся правителем Коркиры и Фара, предал Тевту и передал оба острова римлянам. Тевта была вынуждена снять осаду со всех завоёванных при Агроне городов и заключила союз с римлянами на невыгодных для ардиеев условиях, оставив за собой лишь малую часть владений.
Страбон пишет, что после Иллирийских войн ардиеи, вытесненные римлянами вглубь страны, начали заниматься земледелием, однако по причине неплодородности их земель племя было разорено и практически вымерло. О многочисленных посольствах ардиеев к римлянам с просьбами о помощи пишет Тит Ливий.